# Thermodynamischer Prozess
Ein thermodynamischer Prozess (eine thermodynamische Transformation) ist eine Änderung des thermodynamischen Zustandes (Zustandsänderung). Im Falle eines Gleichgewichtszustandes kann dies nur mit einer Änderung eines oder mehrerer äußerer Parameter (Zustandsgröße) geschehen.
Bei quasistatischen thermodynamischen Prozessen (Gleichgewichtsprozess) werden diese Parameter so langsam verändert, dass sich das System zu jedem Zeitpunkt im Gleichgewicht (oder beliebig nahe davon) befindet, also eine Folge von Gleichgewichtszuständen durchläuft (→ infinitesimal kleine Zustandsänderungen).
Quasistatische Prozesse werden als reversibel (zeitlich umkehrbar) bezeichnet, wenn sie durch eine Umkehrung der Änderung der äußeren Parameter selbst umgekehrt werden. Das System und die Umgebung können also wieder in den Ausgangszustand zurückversetzt werden; die Entropie nimmt dabei nicht zu.
Wenn jedoch Reibung eine Rolle spielt, kann der Prozess durch Umkehrung der Änderung der äußeren Parameter nicht mehr umgekehrt werden; quasistatische Prozesse mit Reibung sind also irreversibel.

## Arten thermodynamischer Prozesse
Isobare Prozesse laufen bei konstantem Druck ab. Als Beispiel kann ein beweglicher Kolben in einem Zylinder dienen, bei dem der Druck innerhalb des Zylinders immer unter atmosphärischem Druck hält.
Unter einem isochoren Prozess versteht man einen Prozess, der bei konstanten Volumen abläuft. Das System verrichtet bei Energiezufuhr keine mechanische Arbeit. Erhitzt man ein geschlossenes System, zum Beispiel Luft in einer geschlossenen Büchse, wird nur die innere Energie des Gases verändert, das heißt, dass die Temperatur und der Druck ansteigen.
Ein isothermer Prozess ist ein Prozess, der bei konstanter Temperatur abläuft. Adiabatische Prozesse sind Prozesse ohne Wärmezu- oder -abfuhr. Reversible adiabatische Prozesse sind identisch mit isentropen Prozessen, das sind solche, die bei konstanter Entropie ablaufen.
Von isenthalpen Prozessen spricht man, wenn sich die Enthalpie eines Systems nicht ändert.
Manchmal werden diese Prozesse auch unter dem Begriff Isoprozesse zusammengefasst.